# Nový Život
Nový Život es un municipio del distrito de Dunajská Streda en la región de Trnava, Eslovaquia, con una población estimada a final del año 2024 de 2302 habitantes.
Se encuentra ubicado al sur de la región, cerca de los ríos Danubio y Váh, y de la frontera con Hungría y la región de Bratislava.

## Demografía
| Año        | 1994 | 2004    | 2014    | 2024    |
| ---------- | ---- | ------- | ------- | ------- |
| Población  | 1953 | 2141    | 2237    | 2302    |
| Diferencia |      | +9,62 % | +4,48 % | +2,90 % |

| Año        | 2023 | 2024    |
| ---------- | ---- | ------- |
| Población  | 2295 | 2302    |
| Diferencia |      | +0,30 % |